# Макбејн (Мисури)
Макбејн (енгл. McBaine) град је у америчкој савезној држави Мисури.

## Демографија
По попису из 2010. године број становника је 10, што је 7 (-41,2%) становника мање него 2000. године.
| Група             | 2000.       | 2010.       |
| Белци             | 17 (100,0%) | 10 (100,0%) |
| Афроамериканци    | 0 (0,0%)    | 0 (0,0%)    |
| Азијати           | 0 (0,0%)    | 0 (0,0%)    |
| Хиспаноамериканци | 0 (0,0%)    | 0 (0,0%)    |
| Укупно            | 17          | 10          |